# Automatic Train Protection
Automatic Train Protection (ATP) er dels en international fagbetegnelse for togkontrolsystem, som beskytter tog med utilsigtede bevægelser dels en konkret udførelse af et togkontrolsystem, som bruges på Hornbækbanen, der bygger på fjerntogs ATC og et system på Aarhus Letbane.

## ATP på Hornbækbanen.
ATP på Hornbækbanen er en meget begrænset udgave af ATC, som kun kan standse tog, som er kørt forbi et signal der viser "stop". Blandt andet derfor er hastigheden begrænset til 75 km/t. Systemet blev taget i brug på banen i 2000.
På det faste anlæg er der installeret ATP baliser ved signalerne foran stationerne om indkørsel er tilladt og på perronsporene om udkørsel er tilladt. De giver besked til toget ved aflæsning af signalets visning. Der udover er der nogle baliser, som fortæller systemet i toget, at man kører ind på eller ud af en strækning med ATP samt strækningshastigheden (den højest tilladte hastighed).
Togene er enten udstyret med en fuldt ATC-anlæg eller en begrænset version af det – kaldet mobil ATP. Det sidste er det normale på Hornbækbanen. En antenne på toget aflæser telegrammer fra baliserne og disse behandles af en computer, som overvåger hastigheden på toget; hvis toget passerer en balise, der angiver at signalet ikke må passeres, bringes toget til standsning.
Det mobile ATP kan også bruges på strækninger med fuld ATC, hvilket må ske på strækningen Snekkersten-Helsingør for togene til og fra Hillerød, hvor den højeste hastighed er 100 km/t. På andre strækninger er den højeste hastighed 70 km/t, da mange af oplysningerne kun vises via et førerrumssignal, hvilken mobil ATP ikke er blevet udstyret med. Dog kan det mobile udstyr bruge alle oplysninger fra ATC-systemet til fx udregning af en bremsekurve foran et signal, således at toget kan bringes til standsning inden farepunktet – hvilken kan udnyttes på strækninger med ATC-togstop.
Det mobile anlæg er installeret på alle Lokalbanens tog efter udskiftning i 2007 til Lint 41. Derudover er Mobil ATP også blevet installeret på et par rangerlokomotiver fra Railion Danmark (i dag DB Cargo Scandinavia A/S), hvor hastigheden ikke betyder noget ved kørsel på strækninger med fuld ATC.[kilde mangler]
Baggrunden for indførelsen af ATP på Hornbækbanen var flere ulykker og uheld på banen: Ved Ålsgårde den 7. oktober 1994, ved Grønnehave den 15. juli 1996 og Firhøj den 1. maj 1997. Systemet var tænkt anvendt på andre privatbaner, men der er på nuværende tidspunkt ikke planer om etablering andre steder end på Hornbækbanen.

## ATP på Aarhus Letbane
Aarhus Letbane har fra starten af i 2018 haft et ATP system på banerne til Grenaa og Odder, hvor der er normalt jernbanesignaler og hvor hastigheden er op til 100 km/t. Systemet er installeret i alle Letbanen tog.[kilde mangler]